# ディープ・スペース・クライメイト・オブザーバトリー
ディープ・スペース・クライメイト・オブザーバトリー（Deep Space Climate Observatory、略称：DSCOVR（ディスカバー）、日本語訳：深淵宇宙気候観測衛星）は、太陽フレア、プロトン現象など太陽表面の変化を観測するアメリカ海洋大気庁（NOAA）の人工衛星（太陽周回軌道）である。スペースX社のファルコン9 v1.1型ロケットによって2015年2月11日にアメリカ合衆国のフロリダ州ケープ・カナベラルから打ち上げられた。以前はトリアナ（Triana）、非公式にはゴアサット（GoreSat）と呼ばれていた。
1998年、当初は地球温暖化に関する地球観測の目的で当時のアル・ゴア副大統領の強い働きかけによりNASAで開発された。地球から太陽方向に約150万km離れた太陽－地球ラグランジュ点L1をリサジュー軌道を描きながら周回する。変動する太陽風の状態をモニターすることでコロナ質量放出への早期警戒情報を提供し、および、オゾン、大気中微粒子、ちりと火山灰、植生と気候の変化を含む地球上の現象の観測も行っている。この観測点は、太陽と地球の日の当たる側が常に見えており、観測に都合が良い。地球から見た太陽と衛星の角度を 4から15度の間で変化しながら、6ヶ月周期でL1点の周辺を軌道に乗って回り、同時に地球と同じ公転周期で太陽を周回する。衛星は、2時間ごとに地球の全球画像を撮影して、他の地球観測衛星よりも早く調べることができるとしている。

## 経緯

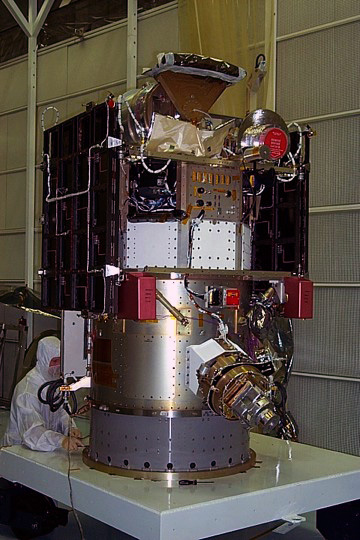
組み上げられた機体

当初は「トリアナ」と名づけられたが、大航海時代のコロンブス隊の船乗りでヨーロッパ人としてアメリカ州の陸地を最初に見つけたロドリゴ・デ・トリアナに由来する。観測対象（目的）も当初は、繋ぎ目のない地球の全球画像の撮影と、作成したライブ画像をインターネット上で利用できるようにすることにあった。ゴアは、これらの画像を科学の推進に役立てるだけでなく、アポロ17号のクルーによって撮影された著名な地球写真「ブルー・マーブル」を上回るインパクトを世間に与えられることを望んだ。光学撮影用カメラに加えて、アルベドを測定する目的で衛星には放射計が搭載された。このデータは、地球温暖化プロセスのための指標を構成することができる。さらには、地球に到達する太陽エネルギーの量を計るために、パターンによる曇の容量測定、気象システム、地上の植生状態の監視、オゾン層を透過して地表に届く紫外線量を追跡するなど、科学的目標は拡大していった。
1999年、NASAの監察官は「トリアナ計画の基本構想は、評価基準に満たない」と報告、さらに「トリアナに盛り込まれた追加の申請は、NASAの限られた科学資金調達における最適な支出とはならない可能性がある」と指摘した。これを受けブッシュ政権は、大統領の就任直後に計画を保留。対して米国議会議員は、計画に価値があるかを米国科学アカデミーに確認を行い、2000年3月発表の審査報告で「（計画は）強固で科学的に重要である」との回答を得た。
2003年のスペースシャトルコロンビア号空中分解事故（STS-107）に起因する打ち上げスケジュールの遅れにより、最初の打ち上げ機会を失い、その後、制作費 1億ドルの衛星は、ブッシュ政権が継続している間は保管されたままとなっていたが、2008年11月、衛星の保管指示が解かれ、デルタ IIかファルコン9いずれかの発射可能なロケットに載せるための手続きを開始した。ゴアは、衛星運用の議論を復活させる試みとして地球温暖化に関する著書「我々の選択（Our Choice）」を2009年に出版し、衛星打ち上げに尽力するバーバラ・ミカルスキとビル・ネルソン両上院議員による立法上の活動にも言及している。NASAは、計画への支持を回復させるべく、衛星の名称を現在のものに変更。2011年2月、オバマ政権は老朽化した「アドバンスド・コンポジション・エクスプローラー（ACE）」に代わる新たな太陽観測衛星として、当衛星再利用のための予算確保を始めた。
2012年12月、NASAはスペースX社のファルコン9ロケットによる打ち上げを発表し、2013年9月、打ち上げを目標を2015年前半とする実施段階に進行させることを明言した。管制とシステムの運用は、NASAのゴダード宇宙飛行センターが担当する。

## 機体

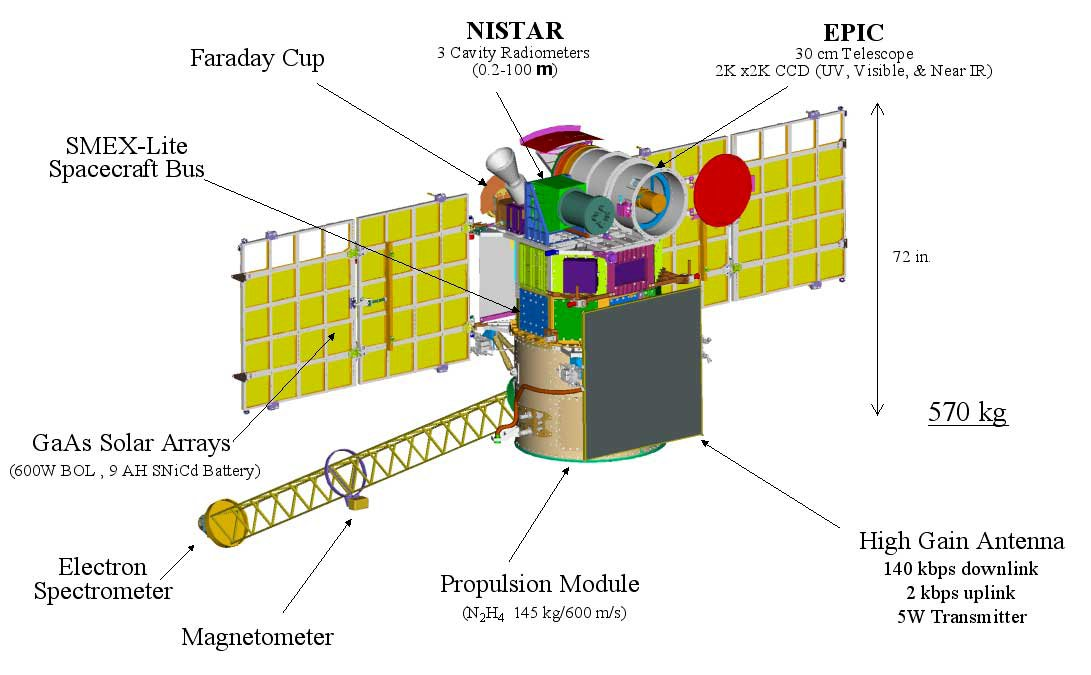
ディスカバー（図解）

SMEX-Lite衛星バス上に構築され、およそ570kgの重量（打ち上げ時）がある。搭載されている主な観測機器に、太陽観測用プラズマ磁力計（PlasMag）及び地球観測用NIST高度放射計（NISTAR）と地球多色撮像カメラ（EPIC）がある。展開式の太陽電池パドル×2、推進モジュール、姿勢安定用伸展ブームおよびアンテナを有している。

### 観測機器

#### PlasMag
プラズマ磁力計（PlasMag）は、3つの装置で構成され、宇宙天気予報のために太陽風を計測する。ほかにも、磁場を計測する「磁力計」や、正の電荷に帯電した粒子を捕らえる「ファラデーカップ」、電子を捕らえる「静電分析器」などが搭載されている。

#### EPIC

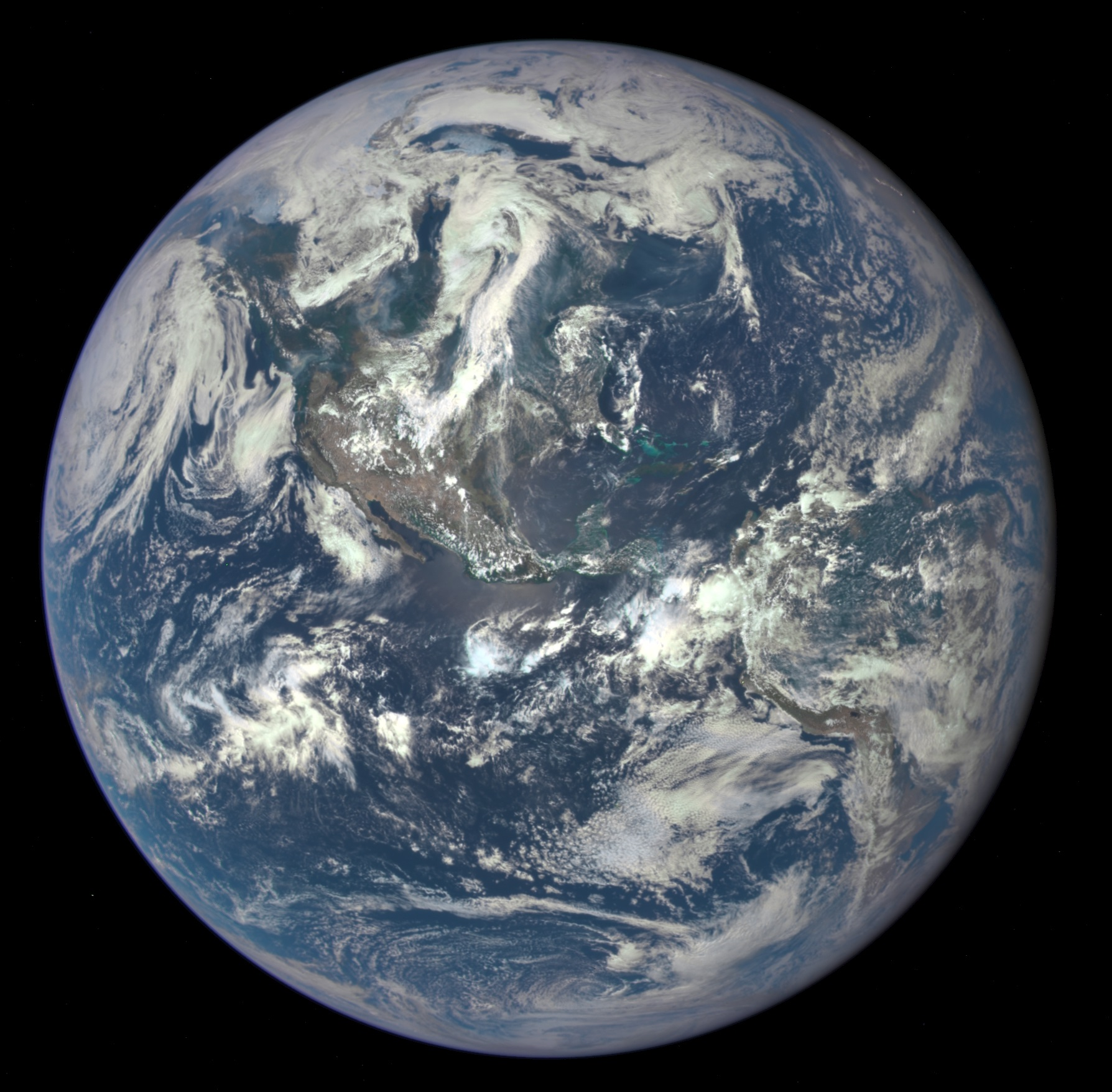
150万km先から撮影された太陽に照らされた地球の最初のEPIC画像。アメリカ州が見える。

地球多色撮像カメラ（EPIC）は、様々な地球科学のために、紫外線から近赤外線までの10種類の異なる波長を取り込み、地球の太陽に照らされた側の画像を撮影する。オゾンと微粒子濃度のレベルを監視するだけでなく、雲のダイナミクス、地勢と植生についても測定する。
開口径 30.5cm、焦点距離 9.38mm、視野角 0.61°、角度サンプリング分解能 1.07′の性能を持ち、見た目の角直径が 0.45°〜0.53°の地球を撮影する。カメラは、ナローバンド 10チャンネル（317、325、340、388、443、552、680、688、764と779ナノメートル）を使い、およそ40ミリ秒の露出で 2048×2048ピクセルの画像を生成する。地球への転送速度を 1時間あたり 10枚に増やすため、画像サイズは転送前に 1024x1024まで圧縮し、送信する。

#### NISTAR
国立標準技術研究所の高度放射計（NISTAR）は、日の当たる地上面の照度を測定する。このデータは、自然と人類活動によって生じた地球の放射収支の変化を調査するために使用される。放射計は4つのチャンネルで測定される。
- 0.2〜100μmの範囲の可視光および赤外線、紫外線の全放射用。
- 0.2〜4μmの範囲内の可視光および近赤外線、紫外線で反射された太陽輻射用。
- 0.7〜4μmの範囲の赤外線で反射された太陽輻射用。
- 0.3〜1μmの範囲で校正目的用。

## 打ち上げ
2015年2月11日、打上げプロバイダのスペースX社は、2度の延期を経て、ファルコン9 15号機により打上げ、発射からおよそ100日後の6月8日にL1点へ到達した。

### 打ち上げまでの経過
| 回目 | 時刻                     | 結果 | 再準備期間    | 理由          | 決定時間    | 好天確率 (%) | 補足                                                                    |
| ---- | ------------------------ | ---- | ------------- | ------------- | ----------- | ------------ | ----------------------------------------------------------------------- |
| 1    | 2015年2月8日11:10:00 pm  | 中止 | ---           | 技術上の問題  | (2分30秒前) | >90          | 1段目に搭載されているビデオトランスミッタからの地上施設側の受信不具合   |
| 2    | 2015年2月10日11:04:49 pm | 中止 | 1日23時間55分 | 天候不順 (en) |             | 80           | 上空25,000フィート (7,600 m)において風速100ノット (190 km/h; 120 mph)超 |
| 3    | 2015年2月11日11:03:32 pm | 成功 | 0日23時間59分 |               |             | >90          |                                                                         |

### 打ち上げ完了後に続けられたロケットの飛行テスト
スペースX社は、切り離された使用済みの1段目ロケットを降下させて、海上に用意された無人船の甲板（90×50m）に着陸させる飛行試験を行う予定であった。今回の太陽観測という深宇宙へ衛星を送り出すミッションにおいて強く加速された1段目ロケットの回収は、以前の試験と比較してはるかに挑戦的であり、大気圏への再突入に関して前回の14号機と比べ減速で2倍、摩擦熱で4倍の負荷がかかると予想した。さらに今回は、打ち上げ前から着陸予定の海上のうねりが激しく、はしけ船の甲板に着陸させるのは不可能な状況にあったため、甲板への着陸の試みは取り消され代わりに1段目ロケットは、海面への軟着陸を行った。回収可能な1段目ロケットの初期段階における飛行試験のデータ収集に続いて、高速で高負荷の大気圏突入から1段目を生還させるためのデータが新たに加えられた。

## 運用
2015年7月6日、約150万km離れた地球の太陽に照らされた側の最初の眺望を、搭載されているEPIC装置で撮影・送信、以降、地球全体にわたって毎日の変化を調査することを初めて可能にする地球の連続画像を毎日提供している。画像は、撮影されてから12～36時間後に専用のウェブサイトに掲載される。
観測地点を太陽－地球 ラグランジュ点 L1に定めたのは、太陽風による粒子の恒常的な流れが地球に届くおよそ60分前に知ることができるからである。通常、コロナ質量放出（CEM）によって放たれたプラズマや磁場が地球に到達し磁気嵐を形成する15～60分前に警告を発することができる。このデータは、予防処置の面から磁気嵐の影響範囲の予測を改善するためにも用いられる。L1に位置するディスカバーや他監視衛星からの警告がない状況では、地球静止軌道の衛星のような電子テクノロジーは、影響による突然の故障の危険に常にさらされている。
2015年7月16から17日にかけて、地球の前を交差する月の画像を撮影した。画像は、19時50分から00時45分（UTC）の間で撮られた。完成したアニメーションは、まず30秒間隔で10種類の異なる波長を用いて撮影したモノクロ画像を合成によってカラー化、各々の画像をフレーム 1コマとして構成し、月のためにわずかに緑を強調する微調整を行い動画を作成している。この地球と月の交差は、新月の翌日に撮影され、地球上からは見ることができない月の裏側が見えている。月は太陽を背にしているため常に照らされており、地球と交差するときは必ず月の裏側を眺めることになる。
2015年10月19日、NASAは新しいウェブサイトを開設し、EPICによって撮影された最新の「ブルーマーブル」を公開した。少なくとも12枚の画像が定期的に毎日リリースされ、それをつなぎ合わせた回転する地球のアニメーション動画を公開している。画像は、1ピクセルあたり 10～15kmの解像度で、露出時間は短いため周囲の星々を確認することはできない。